# Kollektivanslutning
Kollektivanslutning kallas det när en organisation ansluter alla sina medlemmar till en annan organisation, särskilt ett politiskt parti.

## Sverige
Beräknad fördelning 1990 av medlemmar i Socialdemokraterna
|  | Direkta medlemmar i Socialdemokraterna (35 %) |

|  | Indirekta medlemmar genom sitt medlemskap i LO (65 %) |

### LO:s kollektivanslutning av medlemmar till Socialdemokraterna
1889 bildades partiet Socialdemokraterna av fackföreningsrörelsen och fungerade till en början även som facklig centralorganisation fram till 1898 då LO bildades med stöd av Socialdemokraterna. Inledningsvis krävdes medlemskap i Socialdemokraterna för att vara med i facket. Efter något år upphörde kravet och fackförbunden uppmanades att istället kollektivansluta sina medlemmar.
Kollektivanslutning nyttjades inom arbetarrörelsen i Sverige till och med år 1990 genom att olika LO-förbund och -klubbar anslöt sina medlemmar till Socialdemokraterna.
Kollektivanslutningarna medförde betydande inkomster för Socialdemokraterna och systemet var under flera decennier föremål för kritik från andra partier och från LO-medlemmar som sympatiserade med andra partier.[källa behövs]
Kritikerna bland medlemmarna ville vara med i facket för att tillvarata sina intressen som arbetstagare, men var inte nödvändigtvis socialdemokratiska sympatisörer. Medlemskapet innebar dock att de via sin fackföreningsavgift betalade medlemsavgifter till Socialdemokraterna, och exempelvis att de kollektivanslutna fick medlemsmaterial från partiet hemskickat.

#### Avskaffandet 1990
Efter den långvariga kritiken beslutade Socialdemokraterna vid sin kongress 1987 att avskaffa kollektivanslutningen vid årsskiftet 1990/91. Avskaffandet beräknades 1990 leda till att medlemsantalet i Socialdemokraterna skulle minska med 65 procent. Socialdemokraternas medlemstal kom vid avskaffandet att sjunka från 1,2 miljoner till 260 000. En minskning med 78 %.

#### Organisationsanslutningarna 1991
Många fackliga avdelningar inom LO (även kallade klubbar eller sektioner), som tidigare hade kollektivanslutit sina medlemmar, valde vid avskaffandet att istället "organisationsansluta" sig så att avdelningen (en juridisk person) blev medlem i Socialdemokraterna, den så kallade "organisationsmodellen". Genom det förfarandet kunde avdelningarna fortsätta att betala ungefär hälften av vad kollektivanslutningen kostade.
Flera motioner lades i januari 1991 med förslag att medlemskap i en politisk organisation endast får ske genom en persons egen ansökan samt att fristående juridiska organisationer inte skulle kunna anslutas till ett politiskt parti.
Frågan bereddes i Konstitutionsutskottet vilket resulterade i en hemställan att motionerna avslogs, vilket vann bifall vid omröstning i riksdagen i maj 1991 och organisationsanslutningarna blev kvar.
I riksdagsvalet 2006 uppskattades att över 50% av LO-medlemmarna röstade på Socialdemokraterna.[källa behövs] I riksdagsvalet 2014 uppskattades att 53% röstade på Socialdemokraterna. I riksdagsvalet 2018 uppskattades att 41% röstade på Socialdemokraterna. I maj 2019 uppgav 32% av LO-medlemmarna att de avsåg rösta på Socialdemokraterna i Europaparlamentsvalet samma år.
Att andelen LO-medlemmar som röstar på Socialdemokraterna var över 50% användes länge för att legitimera det stora stödet som LO ger till Socialdemokraterna. 2017 gav LO-förbunden årligen 11 miljoner kronor till Socialdemokraterna. Utöver det rena penningstödet gör LO-förbunden även stora insatser för Socialdemokraterna under valen, och i praktiken blir varje arbetsplatsombud en socialdemokratisk valarbetare. LO:s valsatsningar på att hjälpa Socialdemokraterna i riksdagsvalet 2022 var ca 60 miljoner kronor. Det samlade värdet (inklusive personella och andra resurser) på LO:s stöd till Socialdemokraterna under valåret 2002 beräknades av nationalekonomen tillika den folkpartistiska politikern Carl B Hamilton att uppgå till 500 miljoner kronor.
Regeringen Kristersson tillsatte 2023 en utredning "Förstärkt insyn och transparens i finansieringen av politiska partier", som bland annat fick i uppdrag att utreda "om det bör införas särskilda krav på transparens respektive samtycke från enskilda medlemmar när det gäller ekonomiskt stöd till partier, ledamöter och ersättare för ledamöter samt valkandidater från organisationer på arbetsmarknaden".

### Ungdomsförbunds kollektivanslutning av medlemmar till moderpartier
Ett annat fall av kollektivanslutning sker i vissa av de politiska ungdomsförbunden, vars medlemmar automatiskt också ansluts till moderpartiet.

### Övriga kollektivanslutningar eller organisationsanslutningar
- Hyresgästföreningen erhåller ofta en hyressättningsavgift på 144 kronor (2016) per hyresgäst och år direkt av hyresvärden.[källa behövs]

## Fotnoter